# Jean Shiley
Jean Shiley   (Harrisburg, 20 de novembre de 1911 - Los Angeles, 11 de març de 1998) va ser una atleta estatunidenca, especialista en el salt d'alçada, que va competir durant les dècades de 1920 i 1930.
El 1928 va prendre part en els Jocs Olímpics d'Amsterdam, on fou quarta en la prova del salt d'alçada del programa d'atletisme. Quatre anys més tard, als Jocs de Los Angeles, va guanyar la medalla d'or en la mateixa prova del programa d'atletisme. En aquesta final va fer el mateix salt que la seva compatriota Babe Didrikson, establint ambdues un nou rècord del món amb una alçada d'1,65 m.

## Millors marques
- Salt d'alçada. 1,65 metres (1932)[1][2]